# Héctor Osorio
Héctor Saúl Osorio Rial (4 de enero de 1928–30 de octubre de 2016) fue un pediatra, bacteriólogo y liquenólogo uruguayo.
Desde muy joven estuvo interesado en las ciencias naturales. Se convirtió en pediatra y bacteriólogo profesional, pero continuó con su vocación de estudios de campo de la naturaleza, primero en entomología y luego en liquenología. Publicó más de 90 artículos científicos sobre los líquenes de Uruguay, Argentina y el sur de Brasil. Fue subdirector del Museo Nacional de Historia Natural de Montevideo entre 1971 y 1985, y director entre 1985 y 1997. Luego de su jubilación se convirtió en director emérito e investigador asociado (de 1997 a 2016).  En la Universidad de la República de Montevideo, fue director de la Facultad de Ciencias y Humanidades y profesor de botánica de 1974 a 1985.

## Epónimos
- Jenmania osorioi Henssen[2]
- Ochrolechia osorioana Verseghy
- Punctelia osorioi Canêz & Marcelli[3]
- Ramalina osorioi Kashiw., T.H.Nash & K.H.Moon (2007)[4]

## Otras lecturas
- Spielman, Adriano Afonso; Marcelli, Marcelo Pinto (2009). «Contribuciones de Héctor S. Osorio a la Liquenologia». Glalia 2 (1): 1-12.

- Datos: Q21516339
- Especies: Héctor Saúl Osorio Rial